# 日覺昭廣
日覺 昭廣（にっかく あきひろ、1949年1月6日 - ）は、日本の経営者で、東レ代表取締役会長。

## 来歴
兵庫県三木市生まれ。兵庫県立三木高等学校卒業後、東京大学理科一類に入学。自動車が好きで、3年次からの進学課程では船用機械学科でエンジンの設計を専攻する。大学院では産業機械工学を学び、大きな工場やプラントを建設できる会社への就職を目指す。1973年4月 東レに入社。人事担当に研究所へ配属と言われたが、「生産現場へいきたい」と申し出て、大津市にある滋賀事業場の施設部工務課に配属された。

### 職歴
- 2000年6月：工務第2部長[2]。
- 2001年6月：理事、エンジニアリング部門長[2]。
- 2002年6月：取締役、エンジニアリング部門長。
- 2004年6月：常務取締役、エンジニアリング部門長。
- 2005年6月：常務取締役、水処理事業本部長、エンジニアリング部門長。
- 2006年6月：専務取締役、水処理事業本部長、エンジニアリング部門長。
- 2007年6月：代表取締役副社長、エンジニアリング部門・製品安全・品質保証企画室全般担当、水処理・環境事業本部長兼水処理事業部門長、生産本部長。
- 2009年5月：代表取締役副社長、水処理・環境事業本部全般担当、経営企画室長。
- 2010年6月：代表取締役社長（COO）。